# Sour Soul
Sour Soul – album kolaboracyjny amerykańskiego rapera Ghostface Killaha członka Wu-Tang Clanu oraz kanadyjskiej jazzowo-hip-hopowej grupy instrumentalnej BadBadNotGood wydany 24 lutego 2015 roku nakładem niezależnej wytwórni Lex Records w Europie oraz eOne w Kanadzie. Wydawnictwo muzyczne zadebiutowało na 109. miejscu notowania Billboard 200 oraz 6. miejscu listy Rap Albums.
Album został w całości wyprodukowany przez trio BadBadNotGood oraz Franka Dukesa, a gościnnie na płycie pojawili się Danny Brown, Elzhi, MC Tree G oraz MF Doom.

## Lista utworów
- Wszystkie utwory wyprodukowali Frank Dukes oraz BadBadNotGood[26].

| Nr  | Tytuł utworu                             | Tekst                | Długość |
| --- | ---------------------------------------- | -------------------- | ------- |
| 1.  | „Mono”                                   | Instrumental         | 0:58    |
| 2.  | „Sour Soul”                              | D. Coles             | 2:45    |
| 3.  | „Six Degrees” (gościnnie Danny Brown)    | D. Coles, D. Sewell  | 3:40    |
| 4.  | „Gunshowers” (gościnnie Elzhi)           | D. Coles, J. Powers  | 3:03    |
| 5.  | „Stark's Reality”                        | Instrumental         | 2:12    |
| 6.  | „Tone's Rap”                             | D. Coles             | 2:58    |
| 7.  | „Mind Playing Tricks”                    | D. Coles             | 2:37    |
| 8.  | „Street Knowledge” (gościnnie MC Tree G) | D. Coles, T. Johnson | 3:24    |
| 9.  | „Ray Gun” (gościnnie MF Doom)            | D. Coles, D. Dumile  | 3:07    |
| 10. | „Nuggets of Wisdom”                      | D.Coles              | 2:11    |
| 11. | „Food”                                   | D. Coles             | 3:23    |
| 12. | „Experience”                             | Instrumental         | 2:37    |
|     |                                          |                      | 32:55   |

## Twórcy
- Matthew Tavares – gitara, klawisze, syntezatory
- Chester Hansen – gitara basowa, klawisze
- Alexander Sowinski – bębny, perkusja, syntezatory, wibrafon
- Ghostface Killah – rap, teksty
- Frank Dukes – producent muzyczny
- Tommy Paxton-Beesley – wiolonczela, skrzypce, puzon, gitara, organy
- Leland Whitty – saksofon, altówka, skrzypce
- David Lewis – tuba
- Thomas Brenneck – gitara
- Wayne Gordon – gitara
- Jared Tankel – saksofon barytonowy
- Billy Aukstik – trąbka
- Nadav Same Nirenberg – puzon
- Freddy DeBoe – saksofon tenorowy

## Notowania
| Notowania                    | Pozycja |
| ---------------------------- | ------- |
| Australian Albums            | 54      |
| Australian Hitseekers Albums | 1       |
| Australian Urban Albums      | 5       |
| Billboard 200                | 109     |
| Top R&B/Hip-Hop Albums       | 9       |
| Independent Albums           | 12      |
| Rap Albums                   | 6       |